# Дамас II
Папа Дамас II (на латински: Damasus.PP.II) е глава на Католическата църква за период от около 3 седмици през 1048 г. Той е 151-вия папа в Традиционното броене, третия германски папа, с един от най-кратките понтификати в историята.